# Schweizer Nordische Skimeisterschaften 1957
Die Schweizer Nordischen Skimeisterschaften 1957 fanden am 9. und 10. März 1957 in St. Moritz und am 24. Februar 1957 in Wald statt. Ausgetragen wurden im Skilanglauf die Distanzen 15 km und 50 km sowie die 4 × 8-km-Staffel. Fritz Kocher gewann den 15-km-Lauf sowie mit der Staffel vom SC Altstetten-Zürich. Den von 50 km auf 37,5 km verkürzten Lauf gewann Jean Jordan. Das Skispringen gewann Andreas Däscher und die Nordische Kombination Louis-Charles Golay.

## Skilanglauf

### 15 km
| Platz | Name                | Verein            | Zeit (min) |
| ----- | ------------------- | ----------------- | ---------- |
| 01    | Fritz Kocher        | Zürich-Altstetten | 53:59      |
| 02    | Lorenz Possa        | Leukerbad         | 55:33      |
| 03    | Jean Jordan         | Hauteville        | 55:43      |
| 04    | Walter Lötscher     | Flühli            | 56:58      |
| 05    | Erwino Hari         | SC Adelboden      | 57:37      |
| 06    | Konrad Hischier     | SC Obergoms       | 58:17      |
| 07    | Marcel Huguenin     | La Brévine        | 59:01      |
| 08    | Louis-Charles Golay | Le Brassus        | 59:07      |
| 09    | Alphonse Baume      | Mont Soleil       | 59:47      |
| 010   | Fredi Imfeld        | Zürich-Altstetten | 60:16      |

Datum: Samstag, 9. März 1957 in St. Moritz
 Zum dritten Mal in Folge gewann Fritz Kocher aus Zürich-Altstetten den 15-km-Lauf mit einer Zeit von 53:59 Minuten und einer Minute und 34 Sekunden Vorsprung vor Lorenz Possa und Jean Jordan.

### 37,5 km
| Platz | Name                | Verein               | Zeit (std) |
| ----- | ------------------- | -------------------- | ---------- |
| 01    | Jean Jordan         | Hauteville           | 2:59:31,0  |
| 02    | Louis-Charles Golay | Le Brassus           | 2:59:37,0  |
| 03    | Fredy Imfeld        | SC Obergoms          | 3:00:43,1  |
| 04    | Marcel Huguenin     | La Brévine           | 3:01:25,1  |
| 05    | Georg Hummel        | SC Chur              | 3:02:51,2  |
| 06    | Hans Ammann         | Alt St-Johann        | 3:03:38,1  |
| 07    | Werner Zwingli      | SC Altstetten-Zürich | 3:03:40,2  |
| 08    | Josef Schnyder      | SC Stoos             | 3:03:50,4  |

Datum: Sonntag, 24. Februar 1957 in Wald

 Aufgrund des Streckenzustands wurde eine Runde von 16,6 km auf 12,5 km reduziert. Dadurch betrug die Gesamtdistanz nur 37,5 km anstatt 50 km. Jean Jordan aus Hauteville gewann mit einer Zeit von 2:59:31 Stunden den Lauf mit sechs Sekunden Vorsprung vor Louis-Charles Golay und Fredy Imfeld. Der Vorjahressieger Fritz Kocher konnte mit einer Zeit von 3:12:51 Stunden keine Top-Zehn-Platzierung erringen.

### 4 × 8 km Staffel
| Platz | Namen                                                               | Verein                | Zeit (std) |
| ----- | ------------------------------------------------------------------- | --------------------- | ---------- |
| 01    | Heinz Kubli Werner Zwingli Christian Wenger Fritz Kocher            | SC Altstetten-Zürich  | 2:14:31    |
| 02    | Konrad Hischier Hermann Imwinkelried Bernhard Hischier Fredy Imfeld | SC Obergoms           | 2:17:03    |
| 03    | Walter Lötscher Peter Gerig Franz Portmann Bruno Lötscher           | SK Flühli             | 2:21:29    |
| 04    | André Huguenin Marcel Huguenin Fredy Huguenin Jean-Bernard Huguenin | SC La Brévine         | 2:22:14    |
| 05    | Georges Renggli Adolf Portmann Willy Lötscher Walter Wittwer        | Alpiner ESC Entlebuch | 2:25:38    |

Datum: Sonntag, 10. März 1957 in St. Moritz

Es gewann die Staffel vom SC Altstetten-Zürich mit zwei Minuten und 32 Sekunden Vorsprung auf den SC Obergoms. Der Vorjahressieger der SC La Brévine wurde Vierter.

## Nordische Kombination

### Einzel
| Platz | Name                 | Ort               | Punkte |
| ----- | -------------------- | ----------------- | ------ |
| 01    | Louis-Charles Golay  | Le Brassus        | 55,27  |
| 02    | Lorenz Possa         | Leukerbad         | 66,82  |
| 03    | William Schneeberger | La Chaux-de-Fonds | 105,9  |
| 04    | Hansruedi Mettler    | Schwellbrunn      | 110    |
| 05    | Reymond Bissat       | Ste Croix         | 118,5  |
| 06    | Conrad Rochat        | Le Brassus        | 120    |

Datum: Samstag, 9. März 1957 in St. Moritz
 Louis-Charles Golay gewann vor dem Vorjahressieger Lorenz Possa nach 1954 seinen zweiten Schweizer Meistertitel in der Nordischen Kombination. Es waren 18 Athleten am Start.

## Skispringen

### Normalschanze
| Platz | Name             | Verein            | Weite 1 | Weite 2 | Punkte |
| ----- | ---------------- | ----------------- | ------- | ------- | ------ |
| 01    | Andreas Däscher  | Zürich            | 69,0 m  | 67,5 m  | 225,5  |
| 02    | Francis Perret   | La Chaux-de-Fonds | 64,5 m  | 67,0 m  | 211,5  |
| 03    | Hansruedi Haller | Biel              | 68,0 m  | 69,5 m  | 209,5  |
| 04    | Gilbert Meylan   | Le Brassus        | 64,5 m  | 63,0 m  | 199,0  |
| 05    | André Reymond    | Le Brassus        | 62,0 m  | 68,0 m  | 198,0  |
| 06    | Albert Kälin     | SC Einsiedeln     | 62,0 m  | 63,0 m  | 197,0  |

Datum: Sonntag, 10. März 1957 in St. Moritz

Andreas Däscher gewann auf der Olympiaschanze mit Weiten von 69 und 67,5 Metern nach 1950, 1953, 1954 und 1956 seinen fünften Meistertitel.